# Ivan Kralj
Ivan Kralj, hrvaški vojaški zdravnik in general, * 18. junij 1913, † 1998.

## Življenjepis
Pred drugo svetovno vojno je doktoriral na Medicinski fakulteti v Zagrebu. Leta 1937 je postal član KPJ.
V NOVJ je pričel delovati leta 1941, naslednje leto pa je postal partizan. Po vojni je bil med drugim načelnik Vojnomedicinske akademije in Sanitetne uprave Državnega sekretariata za ljudsko obrambo.